# Crónica General de España (1344)

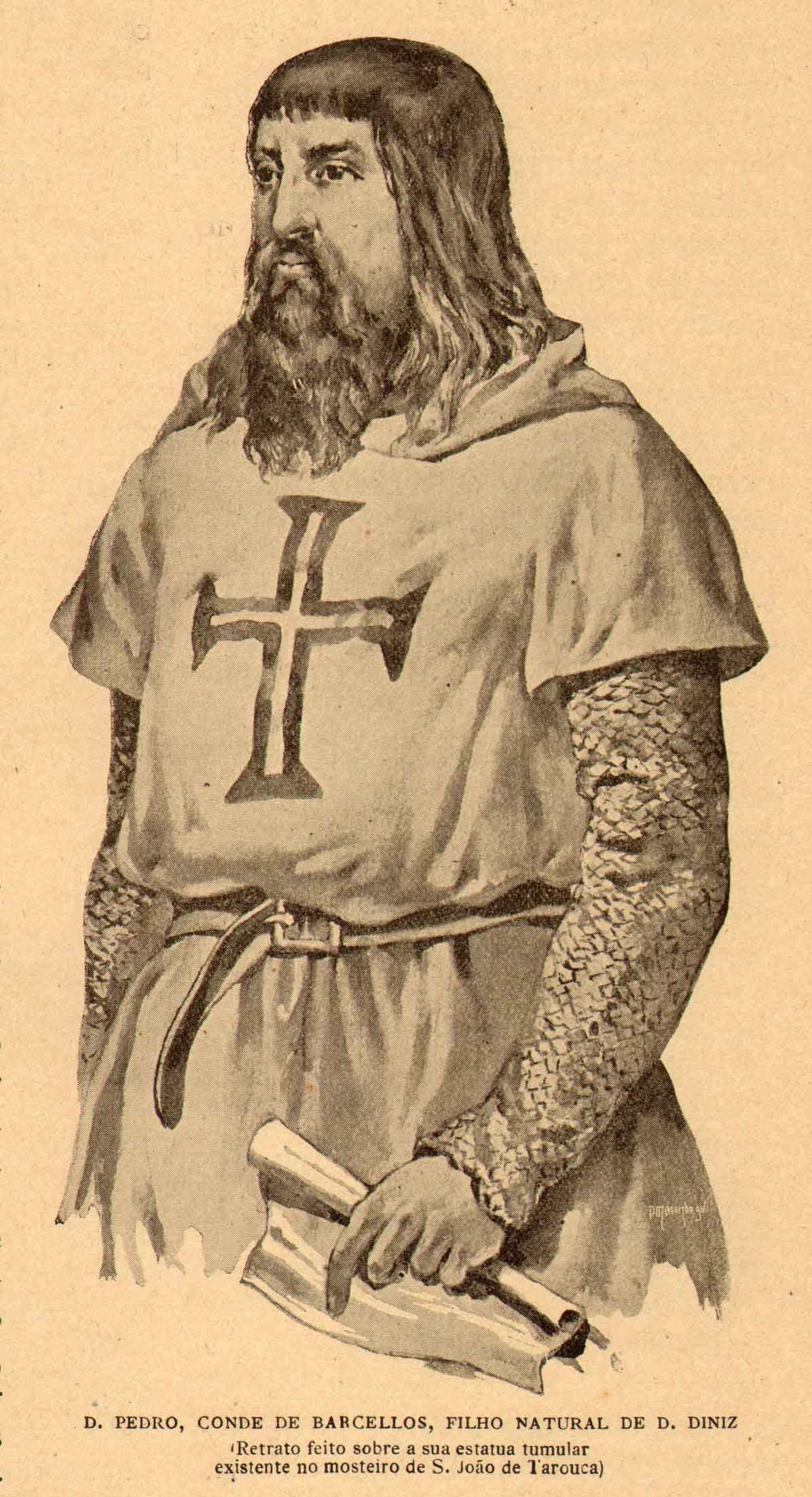
Pedro Afonso, autor de la Crónica General de España de 1344 (ilustración de Alfredo Roque Gameiro)

La Crónica general de España de 1344 (o Crónica Geral de Espanha de 1344) es una crónica histórica compilada por Pedro Afonso, conde de Barcelos e hijo natural del rey Dionisio I de Portugal. La crónica fue escrita en 1344 y modificada alrededor de 1400. El texto original de 1344 en portugués se perdió, pero el texto refundido de 1400 y las traducciones al español (castellano) de las dos versiones aún existen.
Está considerada la más importante de las crónicas historiográficas portuguesas anteriores al siglo XV y un hito de la prosa medieval en portugués.

## Primera versión
La Crónica de 1344 es una obra monumental, que sintetiza el conocimiento histórico que nos ha llegado de textos antiguos, de varios autores y orígenes diferentes. La versión de la crónica de 1344 fue preparada por el conde Pedro Afonso poco después de la Batalla de Salado (1340), en la que los reinos cristianos ibéricos se habían unido y derrotado al enemigo musulmán. En este contexto, la crónica del conde es una celebración de la historia hispana y el papel distinguido y diferenciado del reino de Portugal durante la Reconquista.
La obra comienza con un esquema genealógico de historia universal basado en autores como San Jerónimo y Eusebio de Cesarea. A esto le sigue una descripción de la geografía de la península ibérica, de la historia de los reyes visigodos, de la invasión musulmana y de los gobernantes de al-Ándalus. Estas dos partes se basaron en la Crónica del Moro Rasis, obra árabe traducida al portugués en la corte del rey Dinis, además de otras crónicas de linajes ibéricos. Sigue una sección que describe el origen de los reinos de Asturias, León y Castilla, basado en el Libro de las Generaciones (Liber Regum) navarro (c. 1260) y la llamada versión gallega-portuguesa de la Crónica General de España, obra perdida, que había sido traducida a principios del siglo XIV a partir de crónicas en castellano de la época de Alfonso X de León y Castilla. La última y más extensa parte se refiere a la historia de los reyes hispanos desde Ramiro I de Aragón hasta la Batalla del Salado (1340), incluida la historia de los primeros siete reyes de Portugal hasta Alfonso IV de Portugal. Esta parte está muy influenciada por otra crónica, la llamada Crónica Portuguesa de España y Portugal, que nos llegó a través de la IV de las Crónicas Breves de Santa Cruz de Coímbra.
En general, la crónica del conde Pedro Afonso sigue el modelo cronológico castellano desarrollado a partir de la Crónica General de España, escrita en la corte de Afonso X en el último cuarto del siglo XIII. Sin embargo, se observa que el conde exalta en su trabajo el papel de la monarquía portuguesa y las conquistas portuguesas en la historia hispana y la cruzada contra el islam, rebajando la primacía castellana en este proceso.

## Versión de 1400
La Crónica de 1344 tenía algunos defectos en la presentación cronológica de ciertas partes y en sucesión de los episodios. Con el objetivo de armonizar el texto, alrededor de 1400 se llevó a cabo una fusión de la crónica, en la cual se eliminó la primera parte sobre la historia del mundo, cambiándola por un prólogo y modificando varias partes de las genealogías de los reyes. Sin embargo, se conservó el espíritu general y gran parte del texto de la obra de Pedro Afonso, manteniendo el destacado papel de Portugal en la historia de los reinos de la Península.

## Traducciones
La importancia y fama del trabajo del conde Pedro Afonso se puede medir por el hecho de que tanto las versiones de 1344 como las de 1400 se tradujeron al castellano. En portugués, la obra solo sobrevive en su versión 1400, pero la existencia de una traducción castellana de la versión 1344 permitió la reconstrucción de la obra original del conde.